# Jean-Luc Bilodeau
Jean-Luc Bilodeau (* 4. November 1990 in Vancouver, British Columbia) ist ein kanadischer Schauspieler, der durch seine Rolle als Josh Trager in der ABC-Family-Serie Kyle XY bekannt wurde.

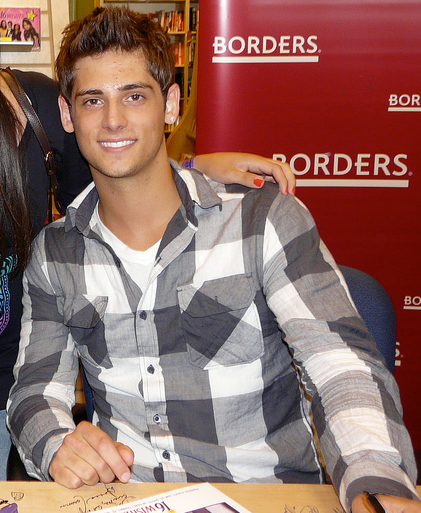
Jean-Luc Bilodeau, 2010

## Leben und Karriere
Jean-Luc Bilodeau ist der Sohn von Raymond und Barb Bilodeau. Er hat eine Schwester namens Danielle.
Bevor er als Schauspieler bekannt wurde, war er acht Jahre lang Tänzer. Seine erste Filmrolle hatte er 2004 als junger Bobby in Ill Fated. In der Fernsehserie Kyle XY spielt er den Sohn der Psychologin Nicole Trager, die den identitätslosen, aber hochbegabten Kyle in Behandlung hat. 2008 trat Bilodeau als Schrader im Horrorfilm Trick ’r Treat auf. Außerdem hatte er eine Gastrolle in den Serien Supernatural und Troop – Die Monsterjäger. 2010 spielte er an der Seite von Debby Ryan in dem Disney-Channel-Film Der 16. Wunsch mit. Im selben Jahr stand er für den Nickelodeon-Film Best Player als Ash vor der Kamera, welcher 2011 ausgestrahlt wurde. Von Juni 2012 bis Mai 2017 hatte er die Hauptrolle Ben Wheeler in der Comedyserie Baby Daddy inne.

## Filmografie (Auswahl)
- 2004: Ill Fated
- 2006–2009: Kyle XY (Fernsehserie, 43 Folgen)
- 2007: Trick ’r Treat
- 2008: Supernatural (Fernsehserie, Folge 4x07)
- 2009: Spectacular! (Fernsehfilm)
- 2009: Troop – Die Monsterjäger (The Troop, Fernsehserie, Folge 1x09)
- 2010: Der 16. Wunsch (Fernsehfilm)
- 2010: My Superhero Family (No Ordinary Family, Fernsehserie, Folgen 1x07–1x08)
- 2011: Best Player (Fernsehfilm)
- 2011: R. L. Stine’s The Haunting Hour (Fernsehserie, Folgen 1x21–1x22)
- 2012: LOL
- 2012: Piranha 2 (Piranha 3DD)
- 2012–2017: Baby Daddy (Fernsehserie, 100 Folgen)
- 2013: Love Me
- 2014: Expecting Amish (Fernsehfilm)
- 2015: All in Time
- 2015: Girlfriends’ Guide to Divorce (Fernsehserie, Folge 2x03)
- 2016: Casa Vita (Fernsehfilm)
- 2017: Axis (Stimme von Barry)
- 2019–2020: Carol’s Second Act (Fernsehserie, 18 Folgen)

## Auszeichnungen
2017 gewann Jean-Luc Bilodeau den Teen Choice Award in der Kategorie Choice TV Actor Comedy für seine Rolle in Baby Daddy.